# نادي فيكتوريا
نادي فيكتوريا هو نادي كرة قدم هندوراسي أٌسس عام 1935. يلعب النادي في الدوري الهندوراسي الدرجة الأولى لكرة القدم.